# Terran R
Die Terran R ist ein in Entwicklung befindlicher Trägerraketentyp des US-amerikanischen Herstellers Relativity Space. Die Rakete soll aus zwei Stufen bestehen, teilweise wiederverwendbar sein und 2026 zum ersten Mal starten. Sie soll, wie ihr Vorgänger Terran 1, größtenteils mit Hilfe von 3D-Druck-Technologien gebaut werden. Als Startplatz soll der Space Launch Complex 16 der Cape Canaveral Space Force Station in Florida dienen.

## Technische Details
Die Terran-R-Rakete basiert technisch auf der Terran 1. Sie soll bei Wiederverwendung der Erststufe bis zu 22.500 kg in einen niedrige Erdumlaufbahn bringen können. Ohne Wiederverwendung der ersten Stufe sollen bis zu 33.500 kg in denselben Orbit möglich sein. Des Weiteren soll die Terran R bis zu 5.500 kg in eine geostationäre Transferbahn befördern können. Die erste Stufe soll von 13 Aeon-R-Triebwerken angetrieben werden, welche zusammen 14 Meganewton Schub erzeugen sollen. Die zweite Stufe soll mit einem für Vakuum optimierten Triebwerk, dem Aeon R Vac, ausgerüstet werden. Beide Stufen sollen mit Methan als Treibstoff und Flüssigsauerstoff als Oxidator arbeiten. Die Rakete soll insgesamt etwa 82 Meter groß sein und einen Durchmesser von zirka 5,5 Metern haben.
Mit diesem Design will Relativity Space die Nutzlastkapazität für den Transport in einen Low Earth Orbit gegenüber der Falcon-9-Rakete von SpaceX überbieten und SpaceX so Konkurrenz machen.